# Haplodiniaceae
Famille
Les Haplodiniaceae sont une famille d'algues dinoflagellés de l’ordre des Prorocentrales.

## Étymologie
Le nom vient du genre type Haplodinium, formé du suffixe haplo-, « simple ; une seule fois », et du suffixe -din (allusion aux dinoflagellés), littéralement « dinoflagellé simple », peut-être en référence à la morphologie particulière de cette dinoflagellé, notamment l'absence des sillons de flagelle équatorial (cingulum), et longitudinal  (sulcus) et des flagelles émergeant en position apicale plutôt que ventrale (desmokontes),.

## Liste des genres
Selon AlgaeBase (16 janvier 2022)
- Pleuromonas Fromentel

Selon World Register of Marine Species (16 janvier 2022)
- Haplodinium Klebs, 1912
- Pleromonas Pascher, 1914

## Classification
AlgaeBase (16 janvier 2022) classe le genre type Haplodinium  dans la famille des Prorocentraceae.